# Sylvain Garant
Sylvain Garant, född 29 juni 1925 i Palaiseau, död 6 juni 1993 i Clearwater i Florida, var en fransk tävlingsförare i tävlingar främst i rally och på bana i sportbilar av typen Grand Tourism.
Han började sin tävlingskarriär 1962 och fick bland annat en tredjeplats i Grand Prix d'Albi i en Jaguar E-Type bakom segraren Henri Oreiller. Han deltog i Le Mans 24-timmars flera gånger. 1972 i en Porsche för Louis Meznaries lag tillsammans med Michael Keyser och framtida Le Mans-vinnaren Jürgen Barth. Deras 911S 2,5L Flat-6 slutade på 13:e plats totalt och var först (och de enda som avslutade loppet) i GTS-2.5-klassen.. 